# Bramy południa
Bramy południa (ang. The Gates of Noon) – powieść Michaela Scotta Rohana, utrzymana w tematyce fantasy, wydana oryginalnie w 1992 roku. Jest to druga część cyklu Spirala. W Polsce wyszła w roku 1996 nakładem wydawnictwa Amber.

## Odbiór
Książka doczekała się licznych recenzji.